# Sociální služby v Česku
Sociální služby v Česku vymezuje legislativa. Sociální službou se rozumí činnost nebo soubor činností zajišťujících pomoc a podporu osobám za účelem sociálního začlenění nebo prevence sociálního vyloučení.

## Legislativní vymezení sociálních služeb v ČR
Poskytování sociálních služeb v České republice je vymezeno zákonem č. 108/2006 Sb., o sociálních službách, který je doplněn prováděcí vyhláškou č. 505/2006 Sb. Tyto předpisy upravují podmínky poskytování pomoci a podpory fyzickým osobám v nepříznivé sociální situaci prostřednictvím sociálních služeb a příspěvku na péči, podmínky pro vydání oprávnění k poskytování sociálních služeb, výkon veřejné správy v oblasti sociálních služeb, inspekci poskytování sociálních služeb a předpoklady pro výkon činnosti v sociálních službách.

## Cíle sociálních služeb
- Snížení sociálních a zdravotních rizik uživatelů sociální služby.
- Rozvíjení schopností uživatelů sociální služby.
- Zlepšení nebo alespoň zachování soběstačnosti uživatelů sociální služby.

## Základní druhy sociálních služeb
- sociální poradenství
- služby sociální péče
- služby sociální prevence

## Formy poskytování sociálních služeb
- Terénní: Sociální služba je uživateli poskytována v jeho přirozeném prostředí (bytě), na ulici apod. (pečovatelská služba, streetworking).
- Ambulantní: Uživatel dochází do zařízení poskytujícího sociální služby (nízkoprahové centrum pro děti a mládež, poradna).
- Pobytová: Uživatel v zařízení poskytujícím sociální služby bydlí (domov pro seniory, domov pro osoby se zdravotním postižením).

## Typy zařízení sociálních služeb
Pro poskytování sociálních služeb se podle § 34 zákona o soc.službách
zřizují tato zařízení
- Azylový dům
- Centrum denních služeb
- Centra duševního zdraví
- Centrum sociálně rehabilitačních služeb
- Denní stacionář (ambulantní služby)
- Domov pro osoby se zdravotním postižením (pobytové služby)
- Domov pro seniory (pobytové služby)
- Domov se zvláštním režimem (pobytové služby)
- Dům na půl cesty
- Hospic
- Chráněné bydlení (pobytové služby)
- Intervenční centra
- Nízkoprahové denní centrum (ambulantní služby)
- Nízkoprahové zařízení pro děti a mládež
- Noclehárna
- Pracoviště rané péče
- Sociální poradna (ambulantní služby)
- Sociálně terapeutická dílna
- Terapeutická komunita
- Týdenní stacionář
- Zařízení pro krizovou pomoc (obvykle ambulantní služby)
- Zařízení následné péče (pobytové služby)

## Základní činnosti při poskytování sociálních služeb
- Pomoc při zvládání běžných úkonů péče o vlastní osobu.
- Pomoc při osobní hygieně nebo poskytnutí podmínek pro osobní hygienu.
- Poskytnutí stravy nebo pomoc při zajištění stravy.
- Poskytnutí ubytování, popřípadě přenocování.
- Pomoc při zajištění chodu domácnosti.
- Výchovné, vzdělávací a aktivizační činnosti.
- Sociální poradenství.
- Zprostředkování kontaktu se společenským prostředím.
- Sociálně terapeutické činnosti.
- Pomoc při uplatňování práv, oprávněných zájmů a při obstarávání osobních záležitostí.
- Telefonická krizová pomoc.
- Nácvik dovedností pro zvládání péče o vlastní osobu, soběstačnosti a dalších činností.
- Vedoucích k sociálnímu začlenění.
- Podpora vytváření a zdokonalování základních pracovních návyků a dovedností.

## Služby sociální péče
Služby sociální péče napomáhají osobám zajistit jejich fyzickou a psychickou soběstačnost, s cílem umožnit jim v nejvyšší možné míře zapojení do běžného života společnosti, a v případech, kdy toto vylučuje jejich stav, zajistit jim důstojné prostředí a zacházení. Mezi tyto služby patří:
- Osobní asistence
- Pečovatelská služba
- Tísňová péče
- Průvodcovské a předčitatelské služby
- Podpora samostatného bydlení
- Odlehčovací služby
- Centra denních služeb
- Denní stacionáře
- Týdenní stacionáře
- Domovy pro osoby se zdravotním postižením
- Domovy pro seniory
- Domovy se zvláštním režimem
- Chráněné bydlení
- Sociální služby poskytované ve zdravotnických zařízeních lůžkové péče

## Služby sociální prevence
Služby sociální prevence napomáhají zabránit sociálnímu vyloučení osob. Cílem je napomáhat osobám k překonání jejich nepříznivé sociální situace a chránit společnost před vznikem a šířením nežádoucích společenských jevů. Mezi tyto služby patří:
- Raná péče, poskytovaná dítěti do 7 let, které je zdravotně postižené, a jeho rodičům
- Telefonická krizová pomoc
- Tlumočnické služby
- Azylové domy
- Domy na půl cesty
- Kontaktní centra
- Krizová pomoc
- Intervenční centra
- Nízkoprahová denní centra
- Nízkoprahová zařízení pro děti a mládež
- Noclehárny
- Služby následné péče
- Sociálně aktivizační služby pro rodiny s dětmi
- Sociálně aktivizační služby pro seniory a osoby se zdravotním postižením
- Sociálně terapeutické dílny
- Terapeutické komunity
- Terénní programy
- Sociální rehabilitace

## Předpoklady pro výkon povolání sociálního pracovníka
Předpokladem k výkonu povolání sociálního pracovníka je způsobilost k právním úkonům, bezúhonnost, zdravotní způsobilost a odborná způsobilost dle zákona o sociálních službách.
V sociálních službách vykonávají odbornou činnost:
- Sociální pracovníci
- Pracovníci v sociálních službách
- Zdravotničtí pracovníci
- Pedagogičtí pracovníci
- Manželští a rodinní poradci a další odborní pracovníci, kteří přímo poskytují sociální služby
- Dobrovolníci za podmínek stanovených zvláštním právním předpisem

## Sdružení a registr poskytovatelů
Největší profesní organizaci sdružující poskytovatele sociálních služeb v ČR je údajně Asociace poskytovatelů sociálních služeb České republiky.
Součástí APSS je Profesní svaz sociálních pracovníků v sociálních službách, Profesní svaz zdravotnických pracovníků v sociálních službách a další. APSS každoročně pořádá Týden sociálních služeb.
Existuje však i nezávislá Profesní komora sociálních pracovníku, Společnost sociálních pracovníků ČR a další.
Registr poskytovatelů sociálních služeb je informační systém veřejné správy vytvořený a vedený dle zákona č. 108/2006 Sb., o sociálních službách od 1. 1. 2007. Krajský úřad je správcem listinné podoby registru. Registr v elektronické podobě obsahuje údaje uvedené v § 79 zákona. Část Registru je veřejně přístupná.
Poskytovatel sociálních služeb je povinen do 15 dnů písemně oznámit registrujícímu orgánu všechny změny týkající se registrovaných údajů.
O zrušení registrace rozhoduje registrující orgán, tj. krajský úřad.

## Inspekce poskytování sociálních služeb
Inspekci poskytování sociálních služeb provádí u poskytovatelů sociálních služeb, kterým bylo vydáno rozhodnutí o registraci, a u poskytovatelů sociálních služeb příslušný krajský úřad a Ministerstvo práce a sociálních věcí ČR.
Předmětem inspekce u poskytovatelů sociálních služeb je:
- plnění povinností poskytovatelů sociálních služeb a
- kvalita poskytovaných sociálních služeb.

### Legislativa
- Zákon č. 108/2006 Sb., o sociálních službách, dostupný např. na Zákony pro lidi.cz
- Vyhláška Ministerstva práce a sociálních věcí ČR č. 505/2006 Sb., kterou se provádějí některá ustanovení zákona o sociálních službách, dostupná např. na Zákony pro lidi.cz